# Dernier Souffle
Pour les articles homonymes, voir Le Dernier Souffle.
Dernier Souffle (Last Gasp) est un film américain réalisé par Scott McGinnis, sorti en 1995.

## Fiche technique
- Réalisateur : Scott McGinnis
- Scénario : Pierce Milestone
- Musique : Joseph Williams
- Genre : Horreur
- Durée : 93 minutes
- Date de sortie : 25 juillet 1995

## Distribution
- Robert Patrick : Leslie Chase
- Joanna Pacula : Nora Weeks
- Vyto Ruginis : Ray Tattinger
- Mimi Craven : Goldie
- Alexander Enberg : Duane
- Nan Martin : Mrs. Hardwick